# Zamach w Bagdadzie (13 sierpnia 2015)
Zamach w Bagdadzie – atak terrorystyczny, który miał miejsce 13 sierpnia 2015 na targu Dżamila w Bagdadzie w Iraku. W zamachu zginęło co najmniej 76 osób, a 212 zostało rannych.

## Zamach
13 sierpnia 2015 około godziny 6:00 czasu lokalnego na zatłoczonym targu Dżamila w szyickiej dzielnicy Bagdadu eksplodowała wypełniona materiałami wybuchowymi ciężarówka-chłodnia. Do ataku terrorystycznego przyznało się Państwo Islamskie.